# Tmarus bucculentus
Tmarus bucculentus là một loài nhện trong họ Thomisidae.
Loài này thuộc chi Tmarus. Tmarus bucculentus được Arthur Merton Chickering miêu tả năm 1950.